# Lijst van voetbalinterlands België - Oekraïne (vrouwen)
Deze lijst van voetbalinterlands is een overzicht van alle officiële voetbalinterlands tussen de nationale vrouwenteams van België en Oekraïne. De landen hebben tot nu toe drie keer tegen elkaar gespeeld.

## Wedstrijden
| № | Plaats   | Datum            | Competitie           | Wedstrijd         | Uitslag |
| - | -------- | ---------------- | -------------------- | ----------------- | ------- |
| 1 | Tubeke   | 2 juni 2013      | Vriendschappelijk    | België − Oekraïne | 3 − 0   |
| 2 | Antalya  | 29 november 2024 | EK 2025 kwalificatie | Oekraïne - België | 0 − 2   |
| 3 | Heverlee | 3 december 2024  | EK 2025 kwalificatie | België − Oekraïne | 2 − 1   |

## Samenvatting
| Competitie        | Totaal gespeeld | Winst België | Gelijk | Winst Oekraïne | Doelsaldo België – Oekraïne |
| ----------------- | --------------- | ------------ | ------ | -------------- | --------------------------- |
| EK-kwalificatie   | 2               | 2            | 0      | 0              | 4 − 1                       |
| Vriendschappelijk | 1               | 1            | 0      | 0              | 3 − 0                       |
| Totaal            | 3               | 3            | 0      | 0              | 7 − 1                       |